# Lenka Kozlová
Lenka Kozlová (* 27. října 1960) je česká pedagožka a politička, v letech 2017 až 2021 poslankyně Poslanecké sněmovny PČR, bývalá členka Pirátů.

## Život
V profesním životě prošla několika zaměstnáními, pět let působila ve funkci samostatného provozního technika v Dopravním podniku hl. m. Prahy. Po odstěhování z Prahy a po mateřské dovolené změnila obor. Vybrala si vychovatelství a doplnila si vzdělání v rámci doplňujícího pedagogického studia na Univerzitě Karlově v Praze. Následně pracovala 13 let jako vychovatelka v dětském domově.
Lenka Kozlová má jedno dítě, žije v obci Milín na Příbramsku. Mezi její záliby patří četba, hudba napříč žánry, film, výtvarné umění a divadlo (osm let hrála ochotnické divadlo).

## Politické působení
Na konci 90. let byla členkou ODS, v roce 2012 se stala členkou Pirátů. Za ně kandidovala v krajských volbách v letech 2012 a 2016 do Zastupitelstva Středočeského kraje, ale ani jednou neuspěla.
Kandidovala také ve volbách do Poslanecké sněmovny PČR v roce 2013 za Piráty ve Středočeském kraji, ale rovněž neuspěla. Teprve ve volbách v roce 2017 byla zvolena poslankyní ve Středočeském kraji ze druhého místa kandidátky.
V komunálních volbách v roce 2018 kandidovala jako členka Pirátů na kandidátce subjektu "SPOLEČNĚ PRO BUDOUCNOST OBCE" (tj. hnutí STAN a nezávislí kandidáti) do Zastupitelstva obce Milín na Příbramsku, ale neuspěla.
Ve Sněmovně se zabývala oblastmi školství a kultury. Jedním z jejích hlavních témat byla problematika autorských poplatků, proti nimž Pirátská strana dlouhodobě vystupuje. Vedle toho se aktivně věnovala ochraně památek a architektuře. V dubnu 2019 uspořádala PirateCon – cyklus přednášek – s názvem Kultura v digitální éře.
Ve volbách do Poslanecké sněmovny PČR v roce 2021 již nekandidovala. V březnu 2025 oznámila, že v dohledné době ukončí členství v České pirátské straně. Nesouhlasila totiž s podobou transformace a dalšího směřování strany.